# デクスター・ホーランド
デクスター・ホーランド（Dexter Holland）、本名ブライアン・キース・ホーランド（Bryan Keith Holland, 1965年12月29日 - ）は、アメリカ・カリフォルニア州出身のパンクバンド、オフスプリング（The Offspring）のボーカル兼ギタリスト。起業家、パイロット、ウイルス学者。身長188cm。「デクスター」はニックネームで、「（理系の）天才、ガリ勉」という意味である。オフスプリングのフロントマンであり、ほぼすべての楽曲を製作している。また、インディーズレーベルNitro（ナイトロ）Recordsの創設者でもある。
1965年、カリフォルニア州オレンジ郡ガーデングローブにて、病院管理者の父と学校教師の母との間に生まれた。4人兄弟の3番目で、兄と姉と弟がいる。

## 略歴
ハイスクール時代にソーシャル・ディストーションのライブ会場に入れなかったことを不満に思い、同じハイスクールで幼馴染でもあるグレッグ・Kとバンド結成に至った。ハイスクールではクロスカントリーのクラブに在籍していて、そこでもグレッグ・Kとは一緒であった。
その後はハイスクールを首席で卒業。南カリフォルニア大学で理学士号、ケック医学校で生物学修士号を取得。大学院修士課程在学中にバンドの3rdアルバム「スマッシュ」がインディーズの売り上げ記録を大きく塗り替えるほどヒットし、ツアーを本格的に回ることになった。学業か音楽かを選ぶことになり、周囲の反対を押し切ってプロの音楽活動への道を選んだ。そのまま20年近く学業を保留することになったが、2013年に南カリフォルニア大学ケック医学校のウイルス腫瘍学およびプロテオミクス研究室の博士課程に復学、2017年についに分子生物学の博士号を取得した。
米国長者番付誌によると、2020年の純資産は8000万ドルと見積もられている。

## 家族構成
1988年に長女のアレクサ（Alexa Holland）が誕生しており、デクスターが23歳の時の婚外子である。現在アレクサは、レックス・ランド（Lex Land）という芸名でシンガーソングライターとして活動している。
1992年に出会った美容師のクリスティーン・ルナ（Kristine Luna）と1995年に結婚し、この結婚では子供はもうけず2012年に離婚した。ちなみに、クリスティーンは「I Choose」のMVにスチュワーデス役として出演している。
2013年にアンバー・サッセ（Amber Sasse）と結婚し、二女をもうける。

## バンド外の活動
- 航空機の操縦免許を取得しており、自家用ジェット機も所有している[2]。ツアーなども自家用ジェット機で移動することがある。そして、子供の頃からの夢だった世界一周旅行を自分の手で実現している[13][14]。インタビューにて『アメリカ空軍のパイロットになりたかった』と語ったこともある。また、登録された飛行教官でもある。
- 趣味はサーフィンや切手収集。マン島の切手に情熱を注ぐ様子が過去に目撃されている[15]。
- 1994年にグレッグ・KとともにNitro Recordsを創設し、2013年にBicycle Musicに売却され経営から退いた[16]。
- メキシコ料理とホットソースにも情熱を注いでおり、2004年に自身のホットソースブランド「Gringo Bandito」を立ち上げた[17]。7,000店以上のスーパー、500軒以上のレストランで販売されている[18]。
- 2006年のロサンゼルスマラソンに参加し、5時間1分7秒で完走を果たしている[19]。
- 日本のパフィーに「Tokyo I'm On My Way」を提供している[20]。

## 使用機材

### ギター
- Ibanez RG570custom[21]（現在はRG1570をベースに大幅にカスタマイズした物を使っていると思われる）
- Ibanez Acoustic Guitar

### アンプ&キャビネット
- Mesa Boogie Mark IV Head Amp
- VHT Pitbull CLX100 Head Amp
- Mesa Boogie Open Back 4X12
- VHT 4X12 Speaker Cabinets

### その他
- Roland GP100 Effects Processor
- Sony Wireless
- Digital Music GCX Audio Switcher
- Palmer PGA-05 Speaker Simulater
- Ebtech Hum Eliminator
- Whirlwind Multiselector
- Demeter Tube Direct (for Acoustic Guitar)
- Digital Music Corp. Ground Control Pedalboard
- D'addario .010 - .052 Strings
- Dimarzio DP100 Super Distotion